# جواو بيريس
جواو بيريس (بالبرتغالية: João Pires‏) هو منافس ألعاب قوى برتغالي، ولد في 10 يونيو 1979 في São João Batista de Lobrigos ‏ في البرتغال.

## وصلات خارجية
- جواو بيريس على موقع الاتحاد الدولي لألعاب القوى (الإنجليزية)
- جواو بيريس على موقع الاتحاد الأوروبي لألعاب القوى (الإنجليزية)
- جواو بيريس على موقع أوليمبيديا (الإنجليزية)